# Early Times

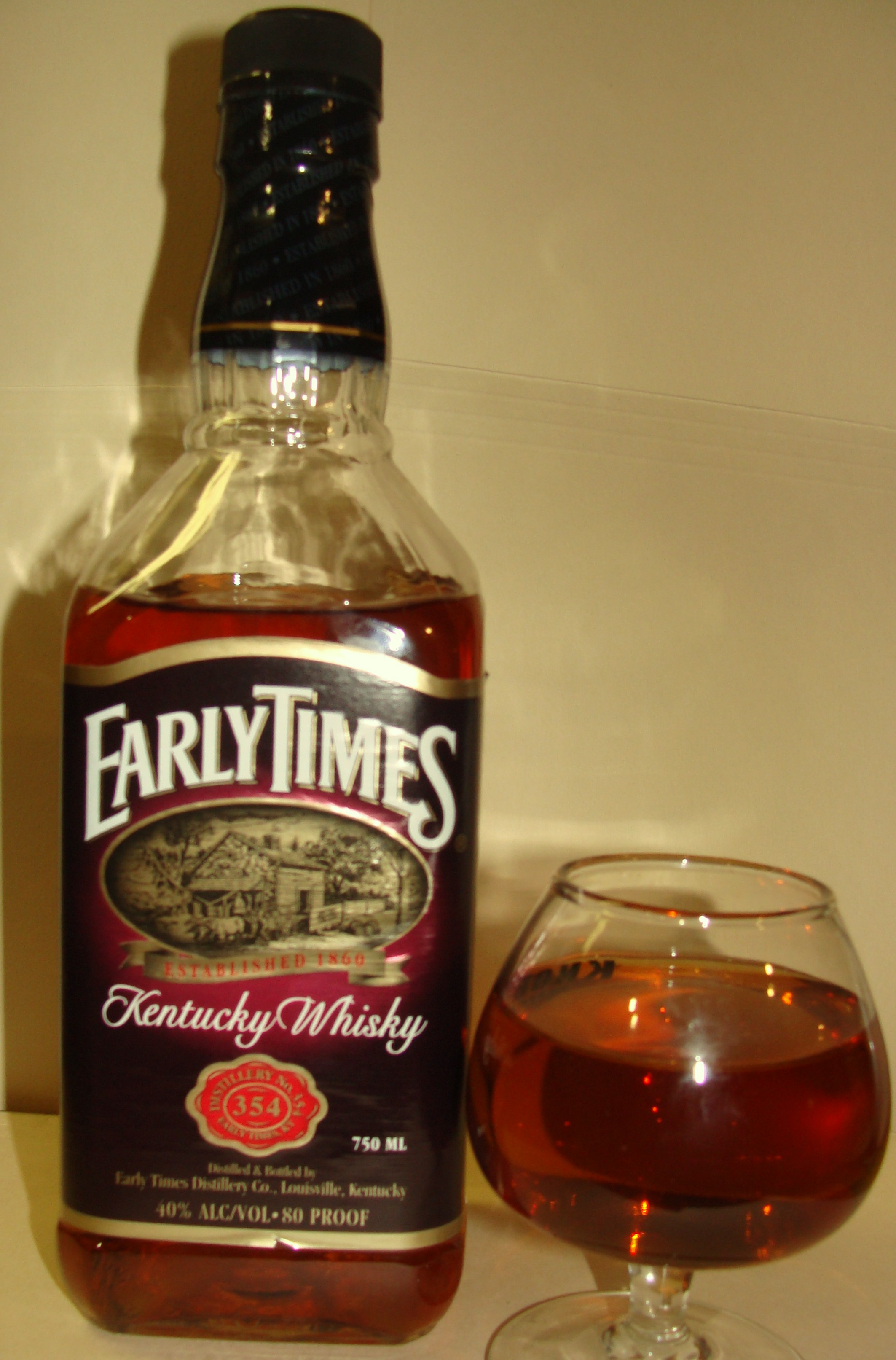
Botella de bourbon Early Times

Early Times es una marca de whisky de Kentucky, Estados Unidos, destilado desde 1860. 
Durante la prohibición de alcohol en Estados Unidos, Early Times fue uno de los cinco fabricantes exentos de la prohibición, ya que la bebida fue designada como whisky medicinal.

## Historia
La marca nació en 1860 en un lugar llamado Early Times Station, en Kentucky, Estados Unidos. El agua que rodea la estación era perfecta para la elaboración de whisky. Se filtraba naturalmente a través de la piedra caliza, aportando minerales que añadían sabor y ayudaban a la fermentación del licor. El suelo del estado de Kentucky también aportó su papel, produciendo abundantes 0 de maíz, cebada y centeno.  
En sus inicios, no fue una marca muy popular, hasta que en 1920 el congreso aprobó la Ley Volstead y comenzó la Ley seca.
Una vez abolida la Ley seca, la empresa Brown-Forman adquirió Early Times en 1923, consiguiendo que la marca fuese la más vendida en Estados Unidos durante los 30 años siguientes. Hoy en día se comercializa en más de 40 países de todo el mundo. Este whisky está considerado como uno de los cuatro primeros bourbons de venta en el mundo, y el whisky de cualquier tipo con mayor índice de venta en Japón.
Actualmente, la marca es propiedad de Brown-Forman Corporation y se produce en su destilería de Shively, Kentucky.

## Elaboración
El whisky Early Times se deja añejar un mínimo de 2 años en barricas nuevas de roble americano. Su base principal es maíz y su aroma es dulce con notas de vainilla y miel. Tiene un 40% de alcohol.